# 西神田出入口
西神田出入口（にしかんだでいりぐち）は、東京都千代田区にある首都高速道路5号池袋線の出入口である。竹橋JCT方面の出入口のみ設置されているハーフインターチェンジである。入口は竹橋JCTの手前にあるため、流入後すぐに分岐を迎えることとなる。
交通の教則など、運転免許の教本には、この出口の標識が例として載っている。

## 接続する道路
- 専大通り(千代田区道)

## 周辺
- 目白通り
- 専修大学
- 九段下駅

## 隣
首都高速5号池袋線
竹橋JCT/(27)一ツ橋出入口 - (501)西神田出入口 - (502)飯田橋出入口